# Way Out West (película de 1937)
Way Out West (Laurel y Hardy en el Oeste) es una película estadounidense de 1937 del género de comedia producida por Stan Laurel, dirigida por James W. Horne y con Stan Laurel, Oliver Hardy, Sharon Lynn, James Finlayson, Rosina Lawrence, Stanley Fields y Vivien Oakland en los papeles principales. La película se rodó entre agosto y noviembre de 1936 y tuvo como títulos provisionales: You'd be surprised, Tonight is the night e In the money. Tanto Stan Laurel como Oliver Hardy se separaron de sus respectivas esposas durante el rodaje de la película.

## Argumento
Cumpliendo con la promesa que le hicieron a su difunto socio, Laurel y Hardy se dirigen a un pequeño pueblo del Oeste llamado Brushwood Gulch, donde se encuentra Mary Roberts (Rosina Lawrence), la hija de su amigo a la que han de entregar el título de propiedad de una valiosa mina de oro. Pero el malvado dueño del saloon donde trabaja Mary como fregona, Mickey Finn (James Finlayson), junto con su esposa, Lola Maxwell (Sharon Lynn) se las ingenian para arrebatarles los documentos y con ello casi la mina.

## Banda sonora
La partitura de la película fue compuesta por Marvin Hatley y nominada para un  Óscar a la mejor banda sonora original. La película incluye dos canciones conocidas: en primer lugar " Trail of the Lonesome Pine" de Macdonald y Carroll, cantada por Laurel y Hardy (excepto algunas líneas de Chill Wills y Rosina Lawrence, sincronizada con los labios para un efecto cómico de Laurel), y en segundo lugar "At the Ball, That All" de J. Leubrie Hill, cantada por Avalon Boys y acompañada por Laurel y Hardy realizando una rutina de baile extendida, que ensayaron de forma exhaustiva.
"Trail of the Lonesome Pine", interpretada por la pareja protagonista, fue lanzadoa como sencillo en Gran Bretaña en 1975, respaldado por "Honolulu Baby" de  Sons of the Desert ; les proporcionó un éxito musical póstumo en 1975 al alcanzar el segundo puesto en la lista de éxitos del Reino Unido.

## Otros créditos
- Productora: Hal Roach Studios
- Distribuidora: Metro-Goldwyn-Mayer.
- Color: Blanco y negro
- Sonido: Western Electric Sound System
- Sonido: William Randall
- Editor: Bert Jordan
- Efectos: Roy Seawright

## Doblajes al español

### Doblaje original en España (1940)
- Mariano Beut - Mickey Finn
- María Victoria Durá - Lola
- José María Lado - Sheriff
- Casimiro Hurtado - Barbudo

Nota: Las voces de Laurel y Hardy en este doblaje son desconocidas

### Redoblaje en México en la década de 1960
- Ricardo Lezama - Stan Laurel
- Carlos Riquelme - Oliver Hardy

## En la cultura popular
- Way Out West  se menciona en  El sheriff y el niño satélite  cuando el sheriff (Bud Spencer) termina replicando el truco de fuego de Stan Laurel presentado en la película.
- La escena de apertura de la película biográfica  Stan & Ollie  muestra un rodaje de la película, con Laurel y Hardy llegando al set para una de las escenas de baile.